# Wybunbury
Wybunbury est une localité anglaise située dans le comté de Cheshire.

## Démographie
Le recensement de 2001 comptabilise 1 474 habitants, contre 1 459 en 2011, et 1 629 en 2021.